# トレジャリー諸島
座標: 南緯7度23分15秒 東経155度33分30秒 / 南緯7.38750度 東経155.55833度

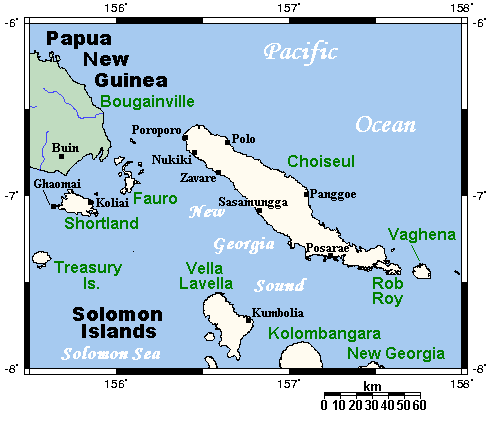
位置（トレジャリー諸島は左端の中央より少し下にある）

トレジャリー諸島（トレジャリーしょとう）はソロモン諸島領の島。ブーゲンビル島の数km南に位置するショートランド諸島からさらに24km南に位置し、西部州に属する。主な島はモノ島とスターリング島。トレジャリー諸島は1788年にイギリス海軍のジョン・ショートランドによって発見された。
第二次世界大戦中は、1943年10月25日から27日にニュージーランド陸軍第8旅団が侵攻するまで日本軍が保持していた。占領後、スターリング島には飛行場が建設された。その飛行場は現在はソロモン航空が使用している。